# Stefflon Don
Stephanie Victoria Allen, mais conhecida como Stefflon Don (Birmingham, Reino Unido, 14 de dezembro de 1991), é uma rapper e cantora britânica de origem jamaicana.

## Primeiros anos
Stefflon Don nasceu em Birmingham. Seus pais são da Jamaica, então a artista tem fortes laços com este país. Stefflon tem seis irmãos. Aos quatro anos, ela se mudou para Roterdã, Holanda, mas voltou para a Inglaterra aos quatorze anos para começar a estudar em Londres.
Depois de se formar na escola, ela trabalhou, entre outros, como decoradora de bolos e cabeleireira, para finalmente seguir a carreira musical.

## Carreira
Stefflon Don apareceu pela primeira vez na música "London", do rapper britânico Jeremih. Nos dois anos seguintes, ela emprestou seus vocais em canções de outros artistas muitas vezes, e em dezembro de 2016 ela lançou sua própria mixtape independente intitulada Real Ting. Inclui singles como "16 Shots", o vídeo para o qual foi filmado na Jamaica, "Envy Us" com Abry Cadabry, e a faixa-título. O último single de Jax Jones, "Instruction", também foi feito com a ajuda de Stefflon.

## Estilo e inspiração
Stefflon Don é considerada a Nicki Minaj britânica. A artista foi inspirado por, entre outros bandas de R&B como Destiny's Child. Seu ícone de estilo e cantora favorita é Amy Winehouse. Segundo ela, os melhores rappers da atualidade são Kendrick Lamar, Drake e Chipmunk.
Stefflon usa gíria jamaicana em seu rap. Você pode ouvir um sotaque cockney em seu estilo. A rapper atualmente mora em Londres.